# E.G. 11
『E.G. 11』（イー・ジー・イレブン）は、日本の女性音楽ユニットE-girlsの5枚目となるオリジナル・アルバムである。2018年5月23日にrhythm zoneから発売された。

## 概要
前作『E.G. CRAZY』より、約1年4か月ぶりとなるアルバムである。
形態は2CD+2DVD・2CD+2Blu-ray・2CD＋1DVD・2CD＋1Blu-ray・2CDの全5形態となっており、スマプラムービーとスマプラミュージック対応となっている（2CDのみスマプラミュージックのみ）。
CDはどの形態も2枚組となっており、Disc.1には2017年7月29日発売のシングル「Love ☆ Queen」「北風と太陽」「あいしてると言ってよかった」「Pain, pain」の表題曲、カップリング曲、未発表新曲3曲が収録されており、Disc.2にはデビュー曲の「Celebration」他全17曲をボーカル3人で新録した曲が収録されている。
DVD及びBlu-rayのDisc1枚目はビデオクリップ集となっており、2枚目には「[Making Film]E-girls Documentary」が収録されている。
2CD+2DVD及び2CD+2Blu-rayの初回生産限定盤はスリーブケース入り。E-girlsの魅力を詰めこんだ120ページに渡るスペシャル写真集が付属されている。

## 収録曲
※シングル曲の解説は各シングルのページを参照

### Disc1/CD
1. Show Time
作詞：小竹正人 / 作曲：Mane Guedon、Paul Boddy、Dele Ladimeji
2. Love ☆ Queen
作詞：小竹正人 / 作曲：Henrik Nordenback、Christian Fast、Ellen Berg
  - 19thシングル
3. 北風と太陽
作詞: 小竹正人 / 作曲: T-SK、Emi Tawata
  - 20thシングル
4. Keep on
作詞：michico / 作曲：T.Kura、michico
5. DYNAMITE GIRL
作詞：小竹正人 / 作曲：Masaya Wada、Simon Janlov
  - 22ndシングル「Pain, pain」カップリング
6. What I Want Is
作詞：小竹正人 / 作曲：Lisa Goe、Greg Haimandos、Connor McDonough、Taylor Bueno、Chris Ganoudis
  - 21stシングル「あいしてると言ってよかった」カップリング
7. ひとひら
作詞：小竹正人 / 作曲：HIKARI、Carlos K.
  - 20thシングル「北風と太陽」カップリング
8. あいしてると言ってよかった
作詞：小竹正人 / 作曲：KOUDAI IWATSUBO、Hironori Fukino
  - 21stシングル
9. Pain, pain
作詞：小竹正人 / 作曲：宮田“レフティ”リョウ
  - 22ndシングル
10. LOVE
作詞：michico / 作曲：T.Kura、michico
  - 22ndシングル「Pain, pain」カップリング
11. Tomorrow will be a good day 
作詞：小竹正人 / 作曲：Erik Lidbom、Carlos Okabe
  - 19thシングル「Love ☆ Queen」カップリング
12. Run With You
作詞：ノマアキコ / 作曲：FAST LANE
  - 21stシングル「あいしてると言ってよかった」カップリング
13. Just a little
作詞：小竹正人 / 作曲：SAMDELL、Masaya Wada
14. Piece of your heart
作詞：Maria Okada / 作曲：The Rooftop
  - 19thシングル「Love ☆ Queen」カップリング
15. Making Life
作詞：ノマアキコ / 作曲：CLARABELL
  - 20thシングル「北風と太陽」カップリング
16. Y.M.C.A. (E-girls version)
作詞：Victor Edward Willis、Henri Belolo / 日本語訳詞：Ryuji Amagai / 作曲：Jacques Morali
  - 西城秀樹のカバー
  - 21stシングル「あいしてると言ってよかった」カップリング
17. Smile For Me
作詞：michico / 作曲：Takashi Fukuda、michico
  - 19thシングル「Love ☆ Queen」のカップリング

### Disc2/CD
1. Celebration
作詞：Shoko Fujibayashi / 作曲：ArmySlick
デビューシングルの再録バージョン
2. One Two Three
作詞:Yosuke Nimbari、Shoko Fujibayashi / 作曲:ArmySlick、Yosuke Nimbari
  - 2ndシングルの再録バージョン
3. Follow Me
作詞：Shoko Fujibayashi / 作曲：Jam9、ArmySlick、
  - 3rdシングルの再録バージョン
4. CANDY SMILE
作詞：岡田マリア、Litz / 作曲・編曲：CLARABELL
  - 5thシングルの再録バージョン
5. ごめんなさいのKissing You
作詞：Yu Shimoji / 作曲・編曲：CLARABELL
  - 6thシングルの再録バージョン
6. クルクル
作詞：Jam9、Yu Shimoji / 作曲：Jam9、ArmySlick
  - 7thシングルの再録バージョン
7. Diamond Only
作詞：藤林聖子 / 作曲：Erik Lidbom、Albi Albertsson
  - 8thシングルの再録バージョン
8. Highschool ♡ love
作詞：michico / 作曲：T.Kura、michico
  - 11thシングルの再録バージョン
9. Mr.Snowman
作詞：花 空木 / 作曲：FAST LANE、LISA DESMOND
  - 12thシングルの再録バージョン
10. Anniversary
作詞：花 空木 / 作曲：SKY BEATZ、FAST LANE、LISA DESMOND
  - 13thシングルの再録バージョン
11. Dance Dance Dance
作詞：Lauren Kaori / 作曲：DWB、Nanna Larsen
  - 14枚目シングルの再録バージョン
12. Merry × Merry Xmas★
作詞：小竹正人 / 作曲：YADAKO、Dirty Orange
  - 15thシングルの再録バージョン
13. DANCE WITH ME NOW!
作詞：michiko / 作曲：T.Kura、michiko / 編曲：T.Kura
  - ベストアルバム『E.G. SMILE -E-girls BEST-』収録曲
14. STRAWBERRY サディスティック
作詞：Norihisa Hiranuma、Litz / 作曲・編曲：CLARABELL
  - 『HiGH&LOW ORIGINAL BEST ALBUM』収録曲
15. E.G. summer RIDER
作詞：小竹正人 / 作曲：Henrik Nordenback、Christian Fast、Lisa Desmond
  - 16thシングルの再録バージョン
16. Pink Champagne (3:54)
作詞：小竹正人 / 作曲：Dominique Rodriguez、Anne Judith Stokke Wik、Ronny Svendsen、Nermin Harambasic、Sigurd Rosnes、Courtney Woolsey、Stephen Stahl
  - 17thシングルの再録バージョン
17. Go! Go! Let's Go! (4:15)
作詞：小竹正人 / 作曲：Lisa Desmond、Erik Lidbom、Maria Marcus
  - 18thシングルの再録バージョン

### Disc3
【Video Clip】
| #  | タイトル                       | 作詞 | 作曲・編曲 |
| -- | ------------------------------ | ---- | ---------- |
| 1. | 「Love ☆ Queen」               |      |            |
| 2. | 「Smile For Me」               |      |            |
| 3. | 「北風と太陽」                 |      |            |
| 4. | 「あいしてると言ってよかった」 |      |            |
| 5. | 「Pain,pain」                  |      |            |
| 6. | 「Y.M.C.A. (E-girls version)」 |      |            |
| 7. | 「Show Time」                  |      |            |

### Disc4
- Document Movie

Prologue